# 신토미정
신토미정(일본어: 新富町)은 일본 미야자키현 중부에 있는 고유군의 정이다.

## 지리
동쪽·남쪽은 평야, 서쪽은 대지로 전체적으로 평탄하고 면적의 약 70%를 평지가 차지한다. 정의 남쪽을 히토쓰세강이 흐른다.

### 인접한 자치체
- 미야자키시
- 사이토시
- 고유군 다카나베정

## 역사
- 1959년 3월 31일 - 고유군 돈다촌·뉴타촌이 합병해 신토미정이 되었다.

## 교통

### 철도
- 규슈 여객철도 닛포 본선

### 도로
- 국도 10호선
- 국도 219호선